# Aneides niger
Espèce
Synonymes
- Aneides flavipunctatus niger Myers & Maslin, 1948

Aneides niger est une espèce d'urodèles de la famille des Plethodontidae.

## Répartition
Cette espèce est endémique de Californie aux États-Unis. Elle se rencontre dans les comtés de San Mateo, de Santa Cruz et de Santa Clara.

## Publication originale
- Myers & Maslin, 1948 : The California plethodont salamander, Aneides flavipunctatus (Strauch), with description of a new subspecies and notes on other western Aneides. Proceedings of the Biological Society of Washington, vol. 61, p. 127-138 (texte intégral).